# Aéroport de Dolisie
L’Aéroport de Dolisie (IATA : DIS, OACI : FCPD) est un aéroport desservant la ville de Dolisie, République du Congo.
La ville était connue sous le nom de Loubomo jusqu’en 1991. Le radiophare non directionnel Dolisie (Ident : LO) est situé sur le terrain.

## L'article connexe
- Aéroport international Maya-Maya
- Aéroport international Agostinho-Neto